# Nicolas Dessum
Nicolas Dessum (Lione, 20 febbraio 1977) è un ex saltatore con gli sci francese.

## Biografia
In Coppa del Mondo esordì l'11 dicembre 1993 a Planica (23°) e ottenne l'unica vittoria, nonché primo podio, il 22 gennaio 1995 a Sapporo.
In carriera prese parte a tre edizioni dei Giochi olimpici invernali, Lillehammer 1994 (14° nel trampolino normale, 21° nel trampolino lungo, 6° nella gara a squadre), Nagano 1998 (16° nel trampolino normale, 16° nel trampolino lungo) e Salt Lake City 2002 (22° nel trampolino normale, 23° nel trampolino lungo, 10° nella gara a squadre), a sei dei Campionati mondiali (4° nella gara a squadre a Thunder Bay 1995 il miglior risultato) e a quattro dei Mondiali di volo (13° a Vikersund 2000 il miglior risultato).

## Palmarès

### Mondiali juniores
- 1 medaglia:
  - 1 argento (trampolino normale a Breitenwang 1994)

### Coppa del Mondo
- Miglior piazzamento in classifica generale: 12º nel 1995
- 2 podi (entrambi individuali):
  - 1 vittoria
  - 1 secondo posto

#### Coppa del Mondo - vittorie
| Data            | Località | Nazione  | Trampolino     |
| --------------- | -------- | -------- | -------------- |
| 22 gennaio 1995 | Sapporo  | Giappone | Ōkurayama K115 |

#### Nordic Tournament
- 1 podio di tappa[1]:
  - 1 secondo posto